# Patricia Stephens
Patricia „Patsey“ Ann Stephens (* 26. November 1928 als Patricia Ann Roberts in Baltimore; † 23. Juli 2016 ebenda) war eine US-amerikanische Badmintonspielerin.

## Leben
Patricia Roberts besuchte die Friends School of Baltimore, die älteste Privatschule Baltimores, und schloss dort 1944 ihre Ausbildung ab. Sie heiratete den 1946 in die Vereinigten Staaten zurückgekehrten Weltkriegsveteranen Clinton Stephens, mit dem sie eine Tochter und einen Sohn hatte. Stephens spielte über viele Jahre Tennis und Badminton und errang im Badminton-Mixed und -Doppel sportliche Erfolge.
Patricia Stephens gewann 1948 die offen ausgetragenen US-Meisterschaften im Mixed mit ihrem Ehemann Clinton Stephens. Ein Jahr später siegten beide bei den prestigeträchtigen All England im Mixed. 1962 war Patsey Stephens noch einmal bei den US Open erfolgreich, diesmal jedoch im Damendoppel mit Judy Hashman.

## Sportliche Erfolge
| Saison | Veranstaltung | Disziplin   | Platz | Name                               |
| ------ | ------------- | ----------- | ----- | ---------------------------------- |
| 1948   | US Open       | Mixed       | 1     | Clinton Stephens / Patsey Stephens |
| 1949   | All England   | Mixed       | 1     | Clinton Stephens / Patsey Stephens |
| 1962   | US Open       | Damendoppel | 1     | Judy Hashman / Patsey Stephens     |